# 北条清嗣
北条 清嗣（ほうじょう きよし、1947年5月30日 -　）は、日本の俳優。本名および旧芸名：北条 清。別名義：北条 清志、北條 清嗣。
東京都出身。保善高等学校卒業。劇団NLT出身。さとう事務所に所属していた。

## 来歴・人物
高校卒業後、蕎麦屋の店員などを経て、1967年に劇団NLTに入団。1969年、NHK連続テレビ小説『信子とおばあちゃん』に塚本三郎役でテレビドラマに初出演。『信子とおばあちゃん』で共演した渡辺篤史とは仲が良かった。本作終了後はテレビドラマの悪役を中心に活動した。
趣味は、ラグビー、剣道。

## 出演作品

### テレビドラマ
- NHK連続テレビ小説 / 信子とおばあちゃん（1969年、NHK） - 塚本三郎
- 柔道一直線 第28話「怪童！熊野太郎」 - 第30話「必殺！空中二段投げ」（1970年、TBS） - 熊野太郎
- 素浪人 花山大吉 第64話「三人揃ってバカだった」（1970年、NET）
- 遠山の金さん捕物帳 第23話「仁王と呼ばれた男」（1970年、NET） - 正吉
- 蒼ざめた午後（1971年、THK） - 栗原志郎
- テレビスター劇場 / 女徳（1971年、MBS）
- 徳川おんな絵巻 第32話「美しき女教師」（1971年、KTV / 東映） - 田辺達之助
- 火曜日の女シリーズ「幻の女」（1971年、NTV）※北条清名義
- 特別機動捜査隊（NET）
  - 第518話「わが道を行く」（1971年） - 圭一郎
  - 第532話「噂の町の中で」（1971年） - 相川
  - 第543話「皆殺しの詩」（1972年） - 杉田
  - 第617話「若者よ夜明けを探せ」（1973年） - 哲哉
  - 第712話「七年目の報酬」（1975年） - 秀樹
  - 第726話「兄とその妹」（1975年） - 上岡信也
- 東芝日曜劇場 / 心（1972年、TBS）
- 新・平家物語 第30話、第31話（1972年、NHK） - 秩父五郎重晴
- 熱愛（1973年、THK）
- 太陽にほえろ!（NTV / 東宝）
  - 第56話「その灯を消すな!」（1973年） - 小西次郎
  - 第202話「手紙」（1976年） - 三浦則夫
  - 第217話「スコッチ刑事登場!」（1976年） - 中岡進
  - 第265話「ゴリ、爆発!」（1977年） - 田川政義
  - 第392話「流れ者」（1980年） - 宮坂
  - 第435話「スター」（1980年） - 丸山信博
  - 第479話「怒りのラガー」（1981年） - 木村隆夫
  - 第526話「井川刑事着任!」（1982年） - 岩下康夫
  - 第598話「戦士よ 眠れ 新たなる闘い」（1984年） - 岩崎正巳
  - 第633話「ホスピタル」（1985年） - 城所恭平（矢追総合病院医師）
  - 第648話「検視官ドック」（1985年） - 中尾真人
  - 第709話「タイムリミット・午前6時」（1986年） - 岡崎潔
- 科学捜査官 第11話「血の証言」（1973年、KTV） - 寺田
- 仮面ライダーシリーズ（1974年、MBS / 東映）
  - 仮面ライダーX 第3話「暗殺 毒ぐも作戦!!」 - ダボス
  - 仮面ライダーアマゾン 第1話「人か野獣か?! 密林から来た凄い奴!」 - 松山助手
- がんばれ!!ロボコン 第7話「フンジャラ! スターになるぞ!!」（1974年、NET） - 記者
- 同心部屋御用帳 江戸の旋風 第37話「悪女の涙」（1975年、CX）
- 銭形平次（CX / 東映）
  - 第456話「浮世絵女双六」（1975年）
  - 第470話「甲州獄門板」（1975年）
  - 第489話「虹の橋」（1975年）
  - 第514話「子の刻参上」（1976年）
  - 第535話「俺の十手は俺の手で」（1976年） - 直次
  - 第567話「涙の帰り花」（1977年）
  - 第589話「岬に立つ少年」（1977年）
  - 第638話「なみだ橋」（1978年）
  - 第666話「やがて青空」（1979年） - 安吉
  - 第698話「心のかけ橋」（1979年）
  - 第743話「傷だらけの恋」（1980年）
  - 第834話「誘拐」（1982年）
- 花くらべ（1975年、CX / THK） - 作業員風の若い男
- 伝七捕物帳 第118話「飛び込んできた女狐」（1976年、NTV）
- 桃太郎侍（NTV）
  - 第31話「宵宮に消えた神輿」（1977年） - 清三郎
  - 第233話「遠州路の決闘!」（1981年）
- 華麗なる刑事 第27話「深夜放送殺人事件」（1977年、CX / 東宝）
- 新幹線公安官 第2シリーズ 第16話「呪われたワイングラス」（1978年、ANB）
- 新五捕物帳 第78話「夢に消えた父子唄」（1979年、NTV）
- 江戸の牙 第18話「渡る世間の鬼を斬る」（1980年、ANB） - 才助
- 大江戸捜査網（12ch→TX）
  - 第457話「おんな蟻地獄」（1980年） - 米倉
  - 第464話「美女誘拐 秘められた過去」（1980年） - 辰
  - 第501話「かまいたちの毒牙」（1981年） - 佐吉
  - 第562話「おんな武士道 赤い暗殺網」（1982年） - 政吉
  - 第577話「妖花一輪 男殺しの毛毬歌」（1983年） - 千之助
  - 第601話「隠密狩り! 殺しに誘う美女」（1983年）
  - 新・大江戸捜査網 第24話「魔の甲州路暴れ旅」（1984年） - 仁吉
- 非情のライセンス 第3シリーズ 第6話「兇悪の潜伏・届けられた暗殺」（1980年、ANB） - 谷岡俊夫
- 西部警察シリーズ（ANB / 石原プロ）
  - 西部警察
    - 第53話「特ダネの罠」（1980年） - 前川
    - 第68話「地獄からの使者」（1981年） - 川野ひろし
    - 第81話「愛と炎のメロディー」（1981年） - 相馬泰介

  - 西部警察 PART-II 第35話「娘よ、父は― 浜刑事・絶命」（1983年） - 曙町派出所巡査
  - 西部警察 PART-III 第70話「さよなら西部警察 大門死す! 男達よ永遠に…」（1984年） - 須賀
- 柳生あばれ旅 （ANB）
  - 第1話「天狗の子守唄 -品川-」（1980年）
  - 第26話「将軍寝所に忍ぶ影 -京-」（1981年） - 吉野瑞軒
- 特捜最前線（ANB / 東映）
  - 第198話「レイプ・似顔絵を描く女!」（1981年）
  - 第216話「レスポンスタイム3分58秒!」（1981年）
  - 第246話「魔の職務質問!」（1982年）
  - 第257話「母……」（1982年）
  - 第272話「狙われた乗客!」（1982年）
  - 第333話「一円玉の詩!」（1983年）
  - 第345話「新春I 窓際警視の子守歌!」、第346話「新春II 窓際警視の大逆転!」（1984年）
  - 第391話「遺留品ナンバー4号の謎!」（1984年）
  - 第433話「モーニング・コールの証明!」（1985年）
  - 第451話「暴走・ロード募金殺人行?!」（1986年）
  - 第505話「地上げ屋殺し!」（1987年）
- 長七郎天下ご免! 第69話「二人ぼっちの江戸の青春」（1981年、ANB） - 辰吉
- 新・必殺仕事人 第26話「主水 仮病休みする」（1981年、ABC / 松竹） - 支倉玄内
- 竜馬がゆく（1982年、TX） - 大山弥助
- 同心暁蘭之介 第19話「仇討浪人うらみ花」（1982年、CX）
- 隠密くずれⅡ 地獄の子守唄（1982年、CX）
- 松平右近事件帳 第16話「残された赤ん坊」（1982年、NTV） - 津山兵馬
- 素浪人罷り通る 第2弾「素浪人罷り通る 暁の死闘」（1982年、CX）
- 赤かぶ検事奮戦記III 第8話「罠にはまった文学やくざ」（1983年、ANB） - 畑中啓介
- 右門捕物帖 第33話「冬の風鈴」（1983年、NTV）
- 遠山の金さん 第1シリーズ 第77話「人呼んで"桜吹雪の女"と発します!」（1983年、ANB） - 清次
- 長七郎江戸日記 第1シリーズ 第33話「影討ち」（1984年、NTV） - 丹羽左馬助
- 水戸黄門 第15部（1985年、TBS）
  - 第9話「異国の姫は瓜二つ -長崎-」 - 文吉
  - 第32話「中馬を狙った野盗の罠 -松本-」 - 貞次
- ザ・ハングマンシリーズ（ABC / 松竹）
  - ザ・ハングマン4 第22話「検察官が新種の麻薬づくりを強要する!」（1985年） - 松永英次（東都農業大学技師）
  - ザ・ハングマンV 第19話「ニセ者ハングマンが現れた!」（1986年） - 金成秘書
  - ザ・ハングマン6 第2話「剣山入りパイを顔面に投げよ!」（1987年） - 鍋島社長（鬼村不動産）
- 火曜サスペンス劇場（NTV）
  - 消えた郵便配達人（1985年）
  - 渡された場面（1987年）
- 遠山の金さんII 第12話「冬の女絶唱・君死にたまうこと勿れ!」（1986年、ANB / 東映）
- 暴れん坊将軍II 第155話「永代橋に消えた恋!」（1986年、ANB） - 精之助
- 私鉄沿線97分署 第74話「テニスコートでおさわがせ!?」（1986年、ANB） - 石塚
- 土曜ワイド劇場（1986年、ANB）
  - 笹沢世保の裸の家族
  - 能登泣き砂の殺意
- 風雲江戸城 怒涛の将軍徳川家光（1987年、TX） - 阿部忠秋
- 京都かるがも病院 第18話「子宮筋腫・妊婦のおののき」（1987年、ANB）

### 映画
- ひとりっ子（1969年） - 白井
- 玄海つれづれ節（1986年、東映） - 佐藤光夫

### 舞台
- イミテーション狂言（1969年、さそり座）[2]
- 十五の未来派の作品（1969年、アートシアター）[2]
- ロマノフとジュリエット（1969年、紀伊國屋ホール）[2]